# Biosfeerreservaat Neroessa-Desna-Polesië
Biosfeerreservaat Neroessa-Desna-Polesië (Russisch: Биосферный резерват «Неруссо-Деснянское Полесье») is een biosfeerreservaat gelegen in Oblast Brjansk in het westen van Europees Rusland en het oosten van de historische regio Polesië. De oprichting vond plaats op 10 november 2001 per besluit van het Internationaal Coördinerend Comité van UNESCO's Mens- en Biosfeerprogramma (MAB). Het reservaat ligt in het stroomdal van de rivieren Desna en Neroessa. De kernzone van het reservaat omvat het in 1987 opgerichte natuurreservaat Zapovednik Brjanski Les en de in 1995 opgerichte Zakaznik Skripkinski. Biosfeerreservaat Neroessa-Desna-Polesië heeft een oppervlakte van 176,31 km². Ook werd er een bufferzone van 213,63 km² en een overgangszone van 894 km² ingesteld. In het zuidwesten grenst het reservaat aan Nationaal Park Desnjansko-Starohoetsky van Oekraïne.